# The White Tiger
The White Tiger is een Indiaas-Amerikaanse dramafilm uit 2021 die geschreven en geregisseerd werd door Ramin Bahrani. Het is een verfilming van Aravind Adiga's gelijknamige debuutroman uit 2008. De hoofdrollen worden vertolkt door Adarsh Gourav, Priyanka Chopra en Rajkummar Rao.

## Verhaal
In 2010 staat de Chinese premier Wen Jiabao op het punt India te bezoeken. De Indiase ondernemer Balram besluit hem te e-mailen en zijn levensverhaal uit de doeken te doen.
Balram groeit als kind op in Laxmangarh, een arm dorpje dat leeggezogen wordt door De Ooievaar, een rijke, malafide steenkolenbaron. Door zijn leesvaardigheid en kennis wordt Balram beschouwd als een 'witte tijger', een zeldzaam individu. Desondanks weet hij niet meteen uit het dorp te ontsnappen. Zijn vader heeft schulden bij De Ooievaar en is dodelijk ziek, waardoor de jonge Balram van zijn grootmoeder moet gaan werken en niet langer naar school kan gaan.
Als jongeman droomt Balram ervan om de privéchauffeur te worden van Ashok, de zoon van De Ooievaar die net met zijn echtgenote Pinky Madam van de Verenigde Staten is teruggekeerd. Hij wordt uiteindelijk aangenomen als de tweede chauffeur van de familie. Hoewel hij vooral kleine, onaangename klusjes moet uitvoeren, verdient hij voldoende geld om zijn eigen familie in Laxmangarh te ondersteunen. Wanneer Ashok en Pinky Madam naar Delhi willen reizen om hun zakenbelangen te verdedigen, dwingt Balram de eerste chauffeur door middel van chantage tot ontslag, waardoor hij de eerste chauffeur van de familie wordt en het echtpaar naar de hoofdstad mag vergezellen.
Hoewel hij tot een lage kaste behoort, wordt hij doorgaans met respect en vriendschap behandeld door het echtpaar. Desondanks wordt hij wel nog altijd als een onderdaan beschouwd, waardoor hij samen met andere privéchauffeurs in de ondergrondse parkeergarage van het hotel moet leven. Ondertussen komt hij te weten dat zijn grootmoeder in Laxmangarh hem wil uithuwelijken. Balram weigert echter naar zijn oude leven terug te keren en verbreekt het contact met zijn familie, die hij ook niet langer geld opstuurt.
Balram wordt na een verjaardagsfeestje door de dronken Ashok en Pinky Madam gedwongen om op de achterbank plaats te nemen zodat ze zelf met de auto kunnen rijden. Het onoplettend echtpaar zwalpt over de baan en uiteindelijk rijdt Pinky een voetganger dood. De Ooievaar probeert nadien het probleem op te lossen door Balram een schuldbekentenis te laten ondertekenen. Hoewel de ondertekende bekentenis wegens een gebrek aan getuigen geen juridische gevolgen heeft, blijven Balram en Pinky gedesillusioneerd achter. Pinky verlaat Ashok en zijn familie en keert terug naar de Verenigde Staten. Ook Balram verliest zijn respect voor Ashok en begint stiekem misbruik te maken van hem. Daarnaast raakt hij geobsedeerd door een rode sporttas vol geld die Ashok steevast gebruikt om smeergeld te betalen aan corrupte ambtenaren. Balram overweegt om de tas te stelen, maar vreest dat de Ooievaar dan wraak zal nemen op zijn familie.
Zijn grootmoeder begint hem onder druk te zetten door zijn jong neefje naar Delhi te sturen. Bovendien begint hij te beseffen dat Ashok hem door een nieuwe privéchauffeur wil vervangen. Na een bezoekje aan een witte tijger in de zoo besluit Balram om drastisch in te grijpen. Hij vermoordt Ashok, steelt zijn rode sporttas met geld en vlucht samen met zijn neefje de stad uit. Er wordt een opsporingsbericht met een afbeelding van Balram verspreid, maar hij weet uit de greep van de politie te blijven. Balram vestigt zich uiteindelijk in Bangalore, waar hij het gestolen geld gebruikt om een taxibedrijf op te richten, de concurrentie uit te schakelen en de lokale politiediensten te vriend te houden. Zijn zaak wordt financieel succesvol en Balram ontpopt zich tot een gerespecteerde baas, die zijn personeel met respect behandelt. Wanneer hij zijn e-mail naar Wen Jiabao afrondt, onthult hij dat hij zijn naam veranderd heeft in Ashok Sharma.

## Rolverdeling
| Acteur           | Personage              |
| ---------------- | ---------------------- |
| Adarsh Gourav    | Balram                 |
| Rajkummar Rao    | Ashok                  |
| Priyanka Chopra  | Pinky Madam            |
| Mahesh Manjrekar | De Ooievaar            |
| Kamlesh Gill     | Grootmoeder van Balram |
| Vijay Maurya     | Mukesh / De Mangoeste  |
| Nalneesh Neel    | Vitiligo               |
| Vedant Sinha     | Dharam                 |
| Swaroop Sampat   | De Grote Socialist     |
| Aaron Wan        | Wen Jiabao             |
| Sanket Shanware  | Kishan                 |
| Satish Kumar     | Vader van Balram       |

## Productie
In 2008 debuteerde de Indiase auteur Aravind Adiga met de maatschappijkritische roman The White Tiger, waarin hij op satirische wijze thema's als klassenstrijd, armoede en corruptie behandelde. Het boek belandde op de bestsellerlijst van The New York Times en werd bekroond met de Man Booker Prize. In India zelf werd de inhoud van het boek als controversieel beschouwd, waardoor Adiga zich aanvankelijk niet aan een verfilming wilde wagen.
In 2018 raakte bekend dat regisseur Ramin Bahrani, een oud-studiegenoot en goede vriend van Adiga, het boek zou verfilmen in dienst van Netflix. In september 2019 werd de casting van Adarsh Gourav, Rajkummar Rao en Priyanka Chopra bekendgemaakt.
De opnames gingen in het najaar van 2019 van start en vonden plaats in New Delhi, Bangalore, Dhanbad en Agra.

## Release
De film ging op 13 januari 2021 in première in een select aantal Amerikaanse bioscopen. De Netflix-release volgde op 22 januari 2021.

## Prijzen en nominaties
| Jaar | Prijs                     | Categorie               | Genomineerde(n) | Uitslag     |
| ---- | ------------------------- | ----------------------- | --------------- | ----------- |
| 2021 | BAFTA Awards              | Beste acteur            | Adarsh Gourav   | Genomineerd |
| 2021 | BAFTA Awards              | Beste bewerkte scenario | Ramin Bahrani   | Genomineerd |
| 2021 | Independent Spirit Awards | Beste acteur            | Adarsh Gourav   | Genomineerd |
| 2021 | Academy Awards            | Beste bewerkte scenario | Ramin Bahrani   | Genomineerd |